# 轆轆溫泉
轆轆溫泉位於臺灣台東縣海端鄉，該溫泉源自大崙溪，上游與下游呈現不同的溫泉景觀。

## 泉質
水溫42-97℃左右，酸鹼值約為pH7.5，屬於弱鹼性的碳酸泉。

## 特色
屬於野溪溫泉的轆轆溫泉，位於大崙溪上游。噴泉源頭屬於間歇性，該處水溫甚高，不過幾百公尺下游的溪流，則為溫度適宜的野溪溫泉。另外，溫泉旁的沙地亦適合野營，另可上溯至凱翁大峽谷。

## 交通
- 大眾運輸
  - 鼎東客運山線（東台灣客運）往利稻方向，至嘉寶隧道下車。該溫泉位於該站約略五公里處。
- 開車：
  - 台九線至海端，左轉往台20線南橫公路；在行經嘉寶隧道一百公尺處，左轉產業道路至登山口。

## 相關部落格介紹連結
- 轆轆溫泉-南橫東段最隱密的熱湯 （页面存档备份，存于）